# Amine Chermiti
Amine Chermiti (Sfax, 26 de dezembro de 1987) é um futebolista profissional tunisiano que atua como atacante.

## Carreira
Amine Chermiti representou o elenco da Seleção Tunisiana de Futebol no Campeonato Africano das Nações de 2015.